# Охотник на убийц
«Охотник на убийц» (или «Нулевой подозреваемый») — американский художественный фильм Э. Элиаса Мериджа, вышедший в 2004 году. Психологический триллер, повествующий о поиске агентом ФБР загадочного убийцы, жертвами которого становятся серийные убийцы.
Фильм получил неоднозначные оценки и в прокате смог собрать менее половины от суммы, затраченной на его производство.

## Сюжет
Фильм начинается со сцены на парковке: некий человек садится в свою машину, после чего обнаруживает там незнакомого лысого старика, угрожающего ему оружием. На следующий день владельца машины, который, как выяснилось, работал коммивояжером, находят мертвым.
Агент ФБР Томас Макелвей однажды задержал преступника с нарушением процедуры, за что его на полгода отстранили от службы, а затем перевели из Далласа в Альбукерке. Преступника же из-за процессуальных нарушений отпустили на свободу. Приступив к новой работе, Макелвей начинает расследование двух убийств. В ходе расследования подозрение падает на Бенджамена О’Райана, о котором известно, что он несколько лет находился в психиатрической лечебнице и называл себя бывшим агентом ФБР; однако сейчас его местонахождение неизвестно. Почти сразу же происходит третье убийство, где жертвой становится тот самый преступник, за задержание которого полгода назад был наказан Макелвей. По «почерку» убийцы Макелвей понимает, что все три преступления были совершены одним и тем же человеком.
Макелвей изучает бумаги О’Райана, оставшиеся в клинике, и понимает, что тот внимательно следил за похищениями людей и пытался установить закономерности между ними. В поисках ответа на вопрос, что же общего у троих убитых О’Райаном мужчин, Макелвей проникает в дом первой жертвы (того самого коммивояжера) и обнаруживает склад посмертных масок людей, числящихся пропавшими без вести. Макелвей понимает, что О’Райан действует по строгому плану: он считает себя мстителем, поскольку все его жертвы были серийными убийцами, по каким-то причинам ускользнувшими от правосудия.
Из документов и видеохроники, подброшенной Макелвею, последний узнаёт, что О’Райан действительно работал в ФБР в секретном проекте «Икар». Развив в процессе обучения телепатические способности, он научился «видеть» самого убийцу и определять его местонахождение.
Параллельно в фильме показан О’Райан — тот самый лысый старик, уничтоживший маньяка-коммивояжера. Старик, зажмурившись, с огромной скоростью водит ручкой по листу бумаги, создавая подробный рисунок, из которого видно, где и как очередной маньяк убьет свою следующую жертву. Так О’Райан нашел троих предыдущих убийц. Теперь телепат ведёт поиск ещё одного «серийника», похитившего и убившего множество детей. О’Райан считает своего противника «нулевым подозреваемым», которого невозможно найти традиционными методами ввиду отсутствия характерного «почерка».
Узнав подробности жизни О’Райана, Макелвей осознает, что и сам является латентным телепатом: он почти всегда знает, кто является преступником, и его выход на О’Райана объясняется именно этим талантом. В своих туманных видениях Макелвей видит огромный несущийся грузовик. Видение объясняет все: на телах убитых детей были обнаружены криогенные ожоги. О’Райан и Макелвей одновременно приходят к выводу, что убийца — водитель грузовика-рефрижератора.
В поисках убийцы Макелвей натыкается на О’Райана, который оглушает его, а затем в наручниках привозит в логово убийцы, которого он, наконец, вычислил. Старик показывает Макелвею десятки могильных холмов, под каждым из которых лежит труп маленького ребенка. Когда маньяк приезжает домой, Макелвей и О’Райан гонятся за ним. В процессе погони О’Райан получает ранение, однако Макелвей настигает убийцу и заносит над ним камень. Агенту кажется, что он сейчас сойдет с ума: в его сознании одновременно проносятся десятки детских смертей, в которых виновен этот человек. С силой опустив камень на голову маньяка, Макелвей избавляется от видений.
О’Райан просит Макелвея убить и его, говоря, что не может больше слышать в голове голоса тех жертв, которым он не в состоянии помочь. Пытаясь наброситься на Макелвея с ножом, О’Райан провоцирует агента на выстрел. Умирающий старик видит с земли лицо Макелвея. Лицо медленно выцветает, превращаясь в карандашный рисунок, сделанный О’Райаном незадолго до смерти. Старик знал, что все закончится его гибелью, но не мог поступить иначе.

## В ролях
- Аарон Экхарт — Томас Макелвей
- Кэрри-Энн Мосс — Фрэн Кулок
- Бен Кингсли — Бенджамен О’Райан
- Гарри Ленникс — Рич Чарльтон

## Съёмочная группа
- Режиссёр — Э. Элиас Меридж
- Сценаристы — Зак Пенн, Билли Рэй
- Оператор — Майкл Чэпмен
- Продюсеры — Лестер Берман, Гэй Хёрш, Э. Элиас Меридж, Даррен Миллер, Паула Вагнер, Том Круз (не указан в титрах)
- Композитор — Клинт Мэнселл

## Отзывы
Фильм получил преимущественно отрицательные отзывы. Так, на агрегаторе Rotten Tomatoes его уровень одобрения составляет 18% на основе 128 рецензий, со средневзвешенной оценкой 4,4 из 10, на Metacritic оценка составила 37 из 100 на основе 29 критических отзывов.
Роджер Эберт дал фильму две звезды из четырёх, отметив невразумительный сюжет, за которым скоро перестаёшь следить, так как это лишено смысла.